# Dwergheremietkolibrie
De dwergheremietkolibrie (Phaethornis idaliae) is een vogel uit de familie Trochilidae (kolibries).

## Verspreiding en leefgebied
Deze soort is endemisch in zuidoostelijk Brazilië.